# Shlomo Havlin
Shlomo Havlin (* 21. Juli 1942 in Jerusalem) ist ein israelischer theoretischer Physiker.

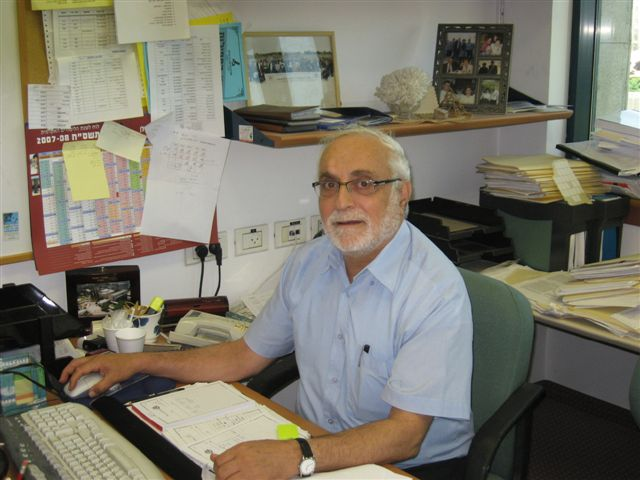
Havlin

## Leben
Havlin studierte an der Bar-Ilan-Universität (Promotion 1972) und der Universität Tel Aviv. Ab 1972 war er Lecturer an der Bar-Ilan Universität, wo er 1981 Associate Professor wurde und 1984 eine volle Professur erhielt. 1984 bis 1988 war er Vorsitzender der Physikfakultät und 1999 bis 2001 Dekan der Fakultät für exakte Wissenschaften. Seit 1998 ist er Direktor des Minerva Centers for Mesoscopic, Fractals and Neural Networks.
Havlin befasste sich mit Fraktalen und ungeordneten Systemen (und chemischen Reaktionen, Diffusion und Transport in solchen Systemen), Zufallspfaden, Perkolation, Wachstum an Oberflächen, statistischer Mechanik von Polymeren, Netzwerken und Dynamik komplexer Systeme. Mit Anwendungen beispielsweise auf die Stabilität des Internets unter Angriffen, in der Kardiologie (wo er unter anderem Anzeichen für Multifraktalität im gesunden Zustand fand), in granularer Materie, bei Verkehrsflüssen, Wachstum von Städten und Firmen, und in der Klimaforschung. In der Laudatio zum Lilienfeld Preis wird insbesondere sein Beitrag zum Verständnis des anomalen Transports in ungeordneten Medien, die Entdeckung langreichweitiger Korrelationen in DNA-Sequenzen und physiologischen Daten (mit Entwicklung der DFA Methode) und den Nachweis einer neuen Universalitätsklasse für Netzwerke hervorgehoben (was sich im Fehlen einer Perkolationsschwelle und neuen kritischen Exponenten niederschlägt), bei skalenfreien Netzwerken je nach Wert des Verbindungsanzahl-Parameters.
Er untersuchte skalenfreie Netzwerke, die in vielen Systemen in der Natur vorkommen (und in großen Netzwerken wie dem Internet) und deren Knoten-Verbindungszahl einem Potenzgesetz (mit Exponenten meist zwischen 2 und 3) folgt. Sie sind im Vergleich zu Gittern oder Small-World-Netzwerken besonders robust gegen Entfernen von Knoten. Mit Cohen zeigte er, dass diese einen viel kleineren mittleren Abstand als reguläre Zufallsnetzwerke oder Small-World-Netzwerke haben. Havlin zeigte durch eine Renormierungsgruppenanalyse die Selbstähnlichkeit komplexer skalenfreier Netzwerke.
Mit Armin Bunde und anderen wandte er die DFA-Analyse auf Temperaturschwankungen in der Atmosphäre an und kritisierte damit gängige globale Klimamodelle, da sie das beobachtete Skalierungsverhalten nicht reproduzieren. Er untersuchte auch die stochastischen und fraktalen Eigenschaften der Klimaaufzeichnungen in Eiskernen über die letzten 400.000 Jahre und andere Klimadaten wie Nilhochwässer mit Bunde und anderen, wobei sie Langzeitkorrelationen für extreme Ereignisse fanden.
1996 bis 1999 war er Präsident der Israelischen Physikalischen Gesellschaft. 2009 erhielt er den Chaim Weizmann Preis für exakte Wissenschaften. 2006 erhielt er die Nicholson Medal der American Physical Society und 2010 den Julius-Edgar-Lilienfeld-Preis. 1998 und nochmals 2002 und 2006 erhielt er den Humboldt Senior Scientist Award. 2018 wurde Havlin mit dem Israel-Preis ausgezeichnet. Er ist Fellow der American Physical Society.

## Schriften
- mit Armin Bunde (Herausgeber): Fractals and Disorder. Springer, 1992, 2. Auflage 1996
- dieselben (Herausgeber): Fractals in Science. Springer, 1994, 2. Auflage 1995
- mit Daniel Ben-Avraham: Diffusion and Reactions in Fractals and Disordered Systems. Cambridge University Press, 2000, 2. Auflage 2005
- dieselben: Diffusion in disordered media. In: Advances in Physics, Band 36, 1987, S. 695 (nochmals in Band 51, 2002, S. 187 veröffentlicht)
- mit Reuven Cohen: Complex Networks, Structure, Robustness and Function. Cambridge University Press, 2009